# زاون وارطانیان (رهبر ارکستر)
زاون نازارتی وارطانیان (ارمنی: Զավեն Նազարեթի Վարդանյան؛  ۱۵ ژانویهٔ ۱۹۴۵ – ۱۰ مارس ۲۰۲۳) یک رهبر ارکستر اهل ارمنستان بود. وی بین سال‌های - تا - میلادی فعالیت می‌کرد.

## زندگی‌نامه
وی در ۱۵ ژانویهٔ ۱۹۴۵ در حلب به دنیا آمد و از کنسرواتوار دولتی کومیتاس ایروان (۱۹۷۴) فارغ‌التحصیل شد. وی در ارکستر فیلارمونیک ارمنستان،  ارکستر مجلسی ملی ارمنستان و تالار آکادمی ملی اپرا و باله آلکساندر اسپنداریان فعالیت می‌کرد. وی همچنین برندهٔ جوایزی همچون چهره هنری شایسته جمهوری ارمنستان (۲۰۰۹) شده است. وی در ۱۰ مارس ۲۰۲۳ در سن ۷۸ سالگی در ایروان درگذشت.